# ماریکه وسترهوف
ماریکه وسترهوف (انگلیسی: Marieke Westerhof; ۱۴ اوت ۱۹۷۴ – ) قایقران روئینگ اهل پادشاهی هلند بود.
وی در مسابقات کشوری و بین‌المللی در مجموع برندهٔ ۱ مدال نقره شده‌است.